# Гамількар (син Гісгона)
Гамількар, Гамількар Ганнонід (фінік. 𐤇𐤌𐤋𐤒𐤓𐤕) — карфагенський полководець і державний діяч, суфет, IV ст. до н. е., онук Ганнона I Великого.
Очолював карфагенське військо під час війни з сиракузьким тираном Агафоклом. У 311 р. до н. е. Гамількару вдалося нанести Агафоклу поразку у битві при Гімері та вивести з-під його влади майже усю Сицилію (окрім Гели та Сиракуз). Надалі Гамількар узяв в облогу самі Сіракузи та завдав під їх стінами кілька поразок Агафоклу. Втім, останній переніс війну до Африки, а в 309 р. до н. е. карфагеняни зазнали невдачі під час штурму Сиракуз. Гамількар був узятий в полон та страчений.